# Russ Webb
Russell Irving Webb, detto Russ (Los Angeles, 1º giugno 1945), è un ex pallanuotista e nuotatore statunitense, vincitore di una medaglia di bronzo a Monaco 1972.
Ha ottenuto buoni risultati anche nel nuoto, vincendo una medaglia d'oro e un argento ai Giochi panamericani del 1967.

## Palmarès
- Olimpiadi

Monaco di Baviera 1972: bronzo nel torneo maschile di pallanuoto
- Giochi panamericani

1967 - Winnipeg: oro nella staffetta 4x100m misti e argento nei 100m rana.